# Cylindromyia xiphias
Cylindromyia xiphias là một loài ruồi trong họ Tachinidae.